# زروان (ایزد)

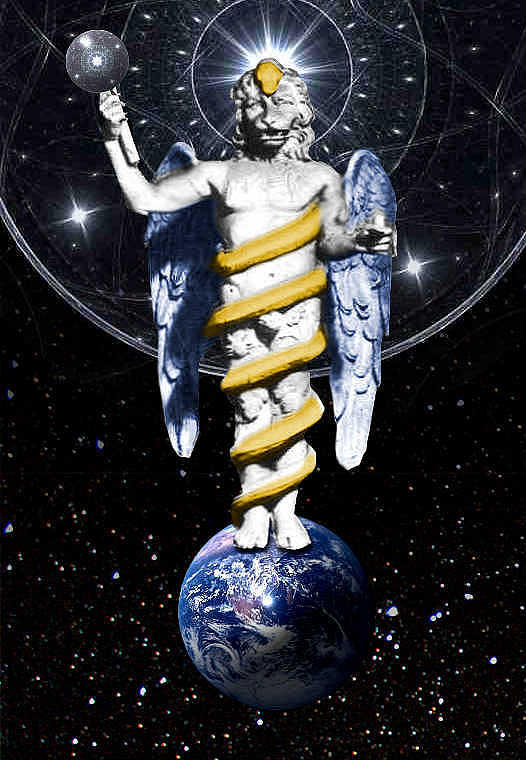
ایزد زروان خدای زمان در ایرانزمین

زَروان یا زُروان به معنی زمان و نام یکی از ایزدان آئین مزدیسناست. این نام در اوستا به‌صورت زَروان یا زُروان آمده و گاه با صفت اکرانه و گاه با دَرِغوخَودات همراه است. زروان در نوشته‌های پهلوی خدای زمان است، اما بنا بر آیین زروانی، زروان خدایی است که در زمانی که هیچ‌چیز وجود ندارد اهورا مزدا و انگره مینو (اهریمن) را به وجود آورد. پژوهشگران پیدایی این عقیده را به دوره‌های بسیار دور و پیش از زرتشت و حتی پیش از تاریخ می‌رسانند؛ آنچنان‌که می‌نویسند در آیین مزدایی زرتشتی، زروان اهمیت زیادی نداشته و جنبشی که موجب پدید آمدن آیین زروانی شده مربوط به دوران اشکانی و ساسانی است.

## تاریخچه

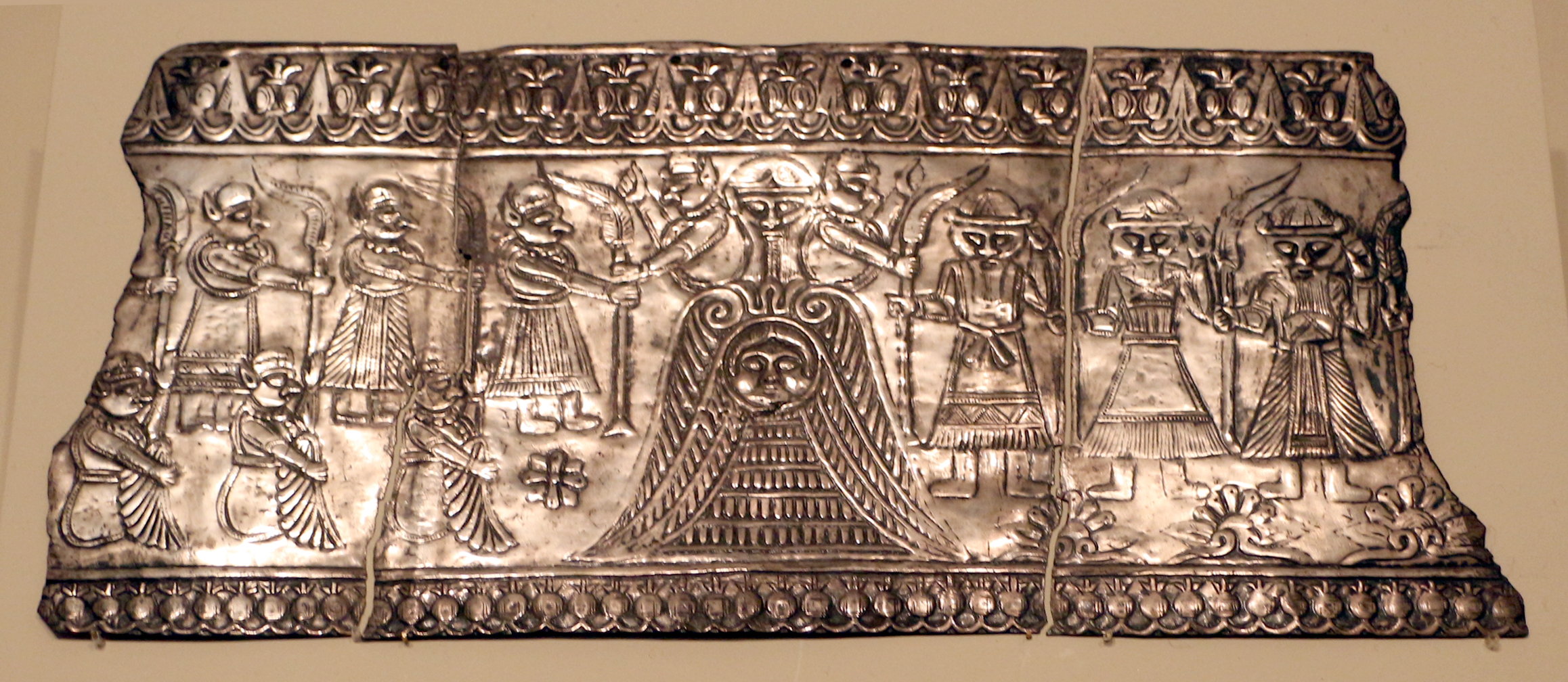
پلاکی مفرغی از لرستان به قرن هشتم یا هفتم پیش از میلاد تعلق دارد و ایزدی بالدار (زروان) را نشان می‌دهد که دو ایزد دیگر، اهریمن و اهورامزدا، از دوش او بیرون آمده‌اند. این ایزدان شاخه‌هایی دارند که به برسم شباهت دارد. این اثر به زروان و گذر زمان مربوط است و یکی از نمونه‌های اولیه آیین زروانی در منطقه لرستان و ماد به‌شمار می‌رود.

زروان یا زمان در آیین ایرانی تاریخی مبهم و طولانی دارد. در لوحه‌های بابِلی مربوط به سدهٔ پانزدهم پیش از میلاد از ایزدی به نام «زُروان» سخن رفته است. بنا به ادعای هوشنگ دولت‌آبادی در کتاب «رد پای زروان» این آیین ریشه در تمدن مادها دارد و از جمله نویسنده یونانی اودموس رودزی این آیین را متعلق به مادها دانسته است. از سوی دیگر نویسنده انگلیسی آر.سی. زنر در کتاب «زروان معمای زرتشتیگری» به ریشه‌های کهن زروان و تأثیرات آن بر ادیان بعدی از جمله زرتشتیگری و مانویت تأکید دارد. در اوستا به‌اختصار از این ایزد یاد شده و در متون پهلوی هم دربارهٔ آن سخن رفته است. زروان دراصل فرشتهٔ زمان است و با صفت اَکرانه (بی‌کرانه) از او یاد شده است. از صفات زروان چنین پیداست که برای زمان، آغاز و انجامی تصور نشده و آن را همیشه پایدار و قدیم و جاودانی دانسته‌اند. از این زمان بی‌کرانه است که زمان کران‌مند آفریده شد و ادامهٔ خلقت از طریق توالد و تناسل میسر گردید. در آیین مهرپرستی نیز زمانِ بی‌کرانه در رأس قرار دارد و زروان معمولاً به‌صورت موجودی با سر شیر و جسمی که ماری دورِ آن پیچیده، تجسم یافته است.
در برخی از نوشته‌های زبان پهلوی از زروان به صورت موجودی برتر از اورمزد سخن رفته است. در گات‌ها زُروان اهمیتی ندارد. برخی از دانشمندان، جنبشی را که موجب پدیدآمدن آیین زروانی شده است، مربوط به دوران اشکانی و ساسانی می‌دانند. و برخی دیگر آیین زروانی را دین مغان مادی پیش از فرارسیدن دین زرتشت پنداشته‌اند. مانی، با اقتباس از افکار زرتشتیِ زمان خود، نام زروان را به خدای بزرگ — که به تصور او خود صاحب دو فرزند بود — اطلاق کرده است و در واقع در وجود زروان دوگانگی مزدایی به وحدت تبدیل می‌شود. ازاین‌رو بعضی از محققان، آیین زروانی را گونه‌ای یکتاپرستی دانسته‌اند.
اعتقاد به زروان، در هر حال، البته قبل از عهد ساسانیان، در ایران وجود داشته است. نه فقط در اوستا ذکر زروان آمده است، بلکه در مآخذ نسبتاً قدیم یونانی هم به وجود آن اشارت رفته است. در دورهٔ ساسانی، مذهب زروان بیش از سایر مذاهب بین زرتشتی‌ها رایج بوده است. مذهب زروان حاصل و نتیجهٔ تأثیر و نفوذ عقاید و مذاهب بابِلی در آیین زرتشت می‌باشد. درواقع، زروان که پروردگار زمان است، مظهر و مدبّر حرکات افلاک و اجرام تلقی می‌شده است که همه‌چیز را دربردارد و بر همه‌چیز قاهر است و اعتقاد به جبر و تقدیر هم که از نتایج اعتقاد به زروان است، با معتقَدات بابِلی‌ها و کلدانی‌ها در باب تأثیر اوضاع کواکب بر احوال نفوس مناسبت دارد و به نظر می‌آید که آیین زروان از وقتی در بین ایرانیان پدید آمده است که بابِل ضمیمهٔ مملکت هخامنشی شده است. نهایت آنکه در عهد ساسانیان انتشار آن در بین عوام بسیار بطیء بوده است و عهد ساسانیان است که در بین عامه نیز نفوذ و انتشار یافته است و شاید مذهب معتبر و عمدهٔ عامه همین آیین زروان بوده است.
زروان، خدای دیرین، که پدر هورمزد و اهریمن به‌شمار می‌آمد، تنها زمان بی‌کران نبود؛ مظهر تقدیر و سرنوشت نیز محسوب می‌شد. در آیین زروان، جهدِ تمام رفته بود که خیر و شر، هر دو را به مبدأ واحد که زروان است منسوب بدارند. از آن پس زروان، که پروردگار زمان بود، مختار مطلق و جبار مقتدر گردید و دیگر جایی برای قدرت و اختیار انسان نماند. بدین‌گونه، اعتقاد به نوعی جبر، که نتیجهٔ این مذهب بود، اندک‌اندک در میان مردم رخنه کرد و از اسباب سقوط و انحطاط ملک گشت.
در این آیین، اورمزد و اهریمن دو فرزند بودند، از آن زمان که زروان بی‌کران نام داشت. چون این دو نیروی عظیم از یک اصل بودند، از حیث قدرت باهم برابری می‌کردند و در کارهای جهان تعادلی پدید آمد. بدین‌گونه، آیین زروان، ثنویّتِ زرتشتی را به یک نوع توحید نزدیک می‌کرد و در ورای نیروی خیر و شر، وجود مطلقی را که زمان بی‌کران و ابدیت جاودان باشد، قرار می‌داد. این وجود مطلق، به صورت خدایی درآمد که هم پدیدآورندهٔ جهان بود و هم نیست‌کنندهٔ آن به‌شمار می‌آمد. به همان‌گونه که کرونوس، پروردگار زمان نزد یونانیان قدیم، بر همه چیز برتری داشت، زروان بی‌کران نیز در ایران همه‌چیز را در قبضهٔ تصرف داشت.

## ایزد زمان بی‌کران
زروان ایزد زمان بی‌کران است؛ یعنی قبل از وجود داشتن زمان و مکان وجود داشته است. آسمان یا همان «وای» به عنوان تن زروان شناخته می‌شود و بعدها از این زمان بی‌کران زمان کرانه‌مند به وجود می‌آید. در دوران اشکانیان و ساسانیان اعتقاد به فرقه‌ای که در آن زروان به عنوان مبدأ آفرینش و پدر اورمزد شناخته می‌شود رونق می‌گیرد. هر چند گمان می‌رود که این کیش پیش‌زردشتی و متعلق به دوران آریایی‌های اولیه باشد. اما در این دوران بیشتر به عنوان فرقه‌ای از دین زردشتی شناخته می‌شود که برای پاسخ به سوال‌هایی که در دین زردشتی ایجاد شده است شکل گرفته باشد. در برخی متون او را دارای همسر نیز دانسته‌اند.

## زروان در روایات ارمنی
طبق روایت ارمنی زروان در آرزوی داشتن پسری بود که جهان خوبی و نیکی را بیافریند او هزار سال قربانی کرد (قربانی به معنای یزش و نیایش) بعد از گذشت هزار سال که او ناامید شده بود نطفهٔ جفتی توامان در رحم او بسته شد چون زروان به عنوان موجودی بی‌طرف دارای دو جنسیت یا بدون جنسیت است. زروان دارای دو فرزند پسر شد که یکی اهورامزدا سرور خوبی‌ها که حاصل سال‌ها یزش اوست و دیگری اهریمن که حاصل ناامیدی و یاس زروان است. زروان با خود عهد کرد که حکومت جهان را به پسری که اول به دنیا بیاید بسپارد. اورمزد که دارای علم و حکمت بود از موضوع آگاه شد و به برادر خود خبر داد آنگاه اهریمن رحم زروان را پاره کرد و از آن بیرون آمد و گفت من آن پسری هستم که منتظر او بودی آنگاه زروان گریست و ناامید شد بعد که اورمزد به دنیا آمد او شاد شد و گفت این همان فرزندی است که منتظر او بودم اما طبق قولی که داده بود حکومت جهان را به مدت نه هزار سال به اهریمن واگذار کرد

## زروان در روایات پهلوی
در بندهشن و گزیده‌های زادسپرم اورمزد به کمک زروان زمان کرانه‌مند (دارای محدودیت) را به وجود آورد که مدت آن دوازده هزار سال است. در این نوشته‌ها از زروان به عنوان داور میان نبرد اهریمن و اورمزد نیز هست که فرماندهی جهان را ابتدا به اهریمن واگذار می‌کند اما در نهایت اورمزد را فرمان‌روای غایی و نهایی جهان برمی‌گزیند. اصل همه جهان به زروان بازمی‌گردد زیرا اورمزد با کمک زروان جهان مادی را می‌آفریند.

## زروان در روایت مانوی
در دین مانوی زروان داور نیست ولی تحت عنوان پدر بزرگی شناخته می‌شود و آفرینش خدایان به دستور او انجام می‌گیرد و در راس خدایان قرار گرفته است.

## زروان در نوشته‌های یونانی و رومی
زروان در نوشته‌های یونانی و رومی با کرونوس/ساتورن که هستی بخش است برابر دانسته می‌شود، او که پلوتون/هادس یا همان اهریمن را و زئوس/ژوپیتر یا همان اهورامزدا (هورمزد) را خلق کرده است. هادس دیوها/تیتان‌ها را می‌آفریند و در زیر زمین سکنی می‌گزینند و با زئوس/ژوپیتر که بر فراز کوه المپ زندگی می‌کند نبرد می‌کند و زئوس دیوها و تیتان‌ها را به دوزخ (تارتاروس) می‌فرستد.

## نگارخانه

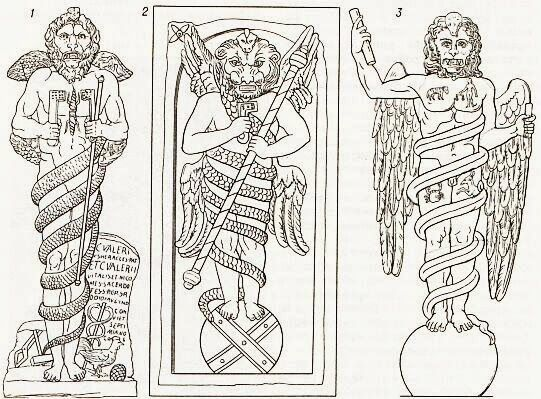
زروان خدای زمان و نور در سه حالت مختلف
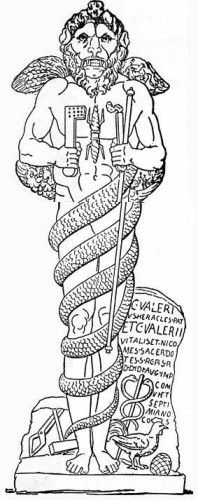
نقشی از زروان